# 东方站 (庆尚北道)
東方站（：／ Dongbang yeok */?）是東海線沿線的一座鐵路車站，位於韓國慶尚北道慶州市東方洞，於2021年末關閉。

## 歷史
- 1919年1月14日：道只站（도지역）落成啟用。
- 1927年7月15日：更名为東方站。
- 2016年12月30日：東海南部線编入东海本线，並迁至距起点站（釜山镇站）102.5公里处[1][2]。
- 2021年12月28日：廣域電鐵東海線第二階段複線電氣化工程完工通車，本站關閉停用。

## 相鄰車站
韓國鐵道公社
東海線
佛國寺－東方－慶州